# Descoperă
Descoperă est un magazine de voyages et de vulgarisation en sciences et techniques roumain fondé en 2003 par le groupe Media Pro,.